# Takydromus dorsalis
Takydromus dorsalis (довгохвостка сакісімська) — вид ящірок родини ящіркових (Lacertidae). Ендемік Японії.

## Поширення і екологія
Сакісімські довгохвостки мешкають на островах Яєяма, які є частиною острівної групи Сакісіма в архіпелазі Рюкю. Вони живуть на відкритих сонячних галявинах у субтропічних лісах. Молоді особини зустрічаються серед чагарників, а дорослі — на деревах. Активні вдень. Відкладають 1—2 яйця навесні влітку.

## Збереження
МСОП класифікує цей вид як такий, що перебуває під загрозою зникнення. Takydromus dorsalis загрожує знищення природного середовища.